# M1 motorway (Nordirland)
Der M1 motorway (englisch für ‚Autobahn M1‘) ist eine Autobahn in Nordirland, die Belfast mit Dungannon im Verwaltungsbezirk Armagh verbindet. Die M1 ist die längste Autobahn Nordirlands und die einzige in der vollen geplanten Länge auch gebaute. Im Raum Belfast ist die M1 bis zur Anschlussstelle 3 sechsspurig, im weiteren Verlauf dann durchgängig vierspurig ausgebaut. Bei Lisburn zweigt an der Anschlussstelle 7 die Europastraße 1 nach Dublin ab.

## Geschichte
Der erste Ausbauplan der M1 aus dem Jahre 1956 sah zunächst einen Streckenverlauf von Belfast nach Lurgan vor. Die ersten Vorarbeiten begannen bereits im folgenden Jahr; 1959 startete der eigentliche Bau der M1 im Großraum Belfast. Bereits im Juli 1962 wurde das erste 10,9 km lange Teilstück zwischen den Anschlussstellen 1 und 6 eröffnet, eineinhalb Jahre später folgte die Erweiterung bis zur Anschlussstelle 7. Zu dieser Zeit bestand zunächst der Plan, die M1 mit der geplanten Stadtautobahn von Craigavon zu verbinden und diese als westliches Endstück der M1 zu nutzen (siehe dazu auch: Geschichte der M12). Mit den Ausbauplänen von 1964 wurde diese Idee jedoch wieder verworfen und die Trasse der M1 bei Craigavon einige Kilometer weiter nördlich geplant, sodass die Autobahn weiter nach Westen bis Dungannon verlängert werden konnte. In Belfast sollte die M1 nach den neuen Plänen zudem an einen geplanten, innerstädtischen Autobahnring anschließen.
Der Ausbau der M1 wurde derweil immer zügiger vorangetrieben. Noch im Dezember 1964 stellte man im Westen ein 7,2 km langes Teilstück zwischen den Anschlussstellen 12 und 13 fertig. Fast genau ein Jahr später wurde die M1 von der Anschlussstelle 7 bis zur Anschlussstelle 9 erweitert, knapp drei Monate später wurde auch der Abschnitt bis zur Anschlussstelle 10 dem Verkehr übergeben. Ende 1967 wurde sowohl das westliche, als auch das östliche Teilstück weiter nach Westen verlängert. Das westliche Teilstück reichte nun bis zur Anschlussstelle 15 bei Dungannon und hatte somit den Zielpunkt der M1 erreicht. Das östliche Teilstück wurde bis zur Anschlussstelle 11 erweitert, während parallel die M12 als Verbindungsstück zur geplanten Stadtautobahn von Craigavon realisiert wurde. Im April 1969 wurde schließlich der Lückenschluss zwischen dem westlichen und dem östlichen Teilstück vollendet, wodurch die M1 nun durchgängig von Belfast nach Dungannon befahrbar war.

## Ausbaupläne
Die einzige Planung, die bisher nicht umgesetzt wurde, ist der Anschluss an den innerstädtischen Autobahnring von Belfast, da dieser niemals realisiert wurde. Den Lückenschluss zwischen M1 und M2/M3 übernahm die zunächst als vierstreifige Schnellstraße ausgebaute A12 (auch Westlink genannt), die 2009 auf sechs Spuren erweitert wurde. Außerdem wurden die Anbindungen der A12 an die Motorways verkehrstechnisch optimiert. Eventuell wird die A12 in Zukunft einmal zum M1 motorway aufgewertet. Im Großraum Belfast soll zudem der Ausbau der M1 von vier auf sechs Spuren voraussichtlich bis zur Anschlussstelle 7 weiter fortgesetzt werden.
Ein weiterer Ausbau der M1 in Richtung Westen war zunächst nicht geplant, da die Erschließung anderer Regionen per Autobahn Vorrang genoss. Als ein weiterer Ausbau des Autobahnnetzes Mitte der 1970er Jahre bedingt durch den Nordirlandkonflikt gestoppt wurde, kamen weitere Planungen dazu zum Stillstand. Derzeit wird die westlich anschließende A4 zwischen 2008 und 2011 zu einer vierstreifigen Schnellstraße bis zur Kreuzung mit der A5 weiter ausgebaut. Ein Weiterbau der Strecke als Autobahn gilt daher langfristig als unwahrscheinlich.